# 石稷
石稷（？—？），即石成子，中国春秋时期卫国政治人物，石氏。
前589年（鲁成公二年、卫穆公十一年），到卫穆公派孙良夫、石稷、宁相、向禽率兵攻打齐国。和齐军相遇时，石稷想要回去。孙良夫反对：“率领军队攻打别人，遇上敌人就回去，怎样回报君命？如果知道不能作战，就不出应兵。现在既与敌军相遇，就该打一仗。”夏季，石稷说：“军队战败，若不稍稍等待，顶住敌军，就会全军覆没。您丧失了军队，如何回报君命？”大家都不回答。石稷说：“你是国家的卿。损失就是羞耻了。你带大家撤退，我留在这里。”通告军中，说援军的战车来了不少。齐军停止前进，驻扎在鞠居。新筑大夫仲叔于奚援救了孙良夫，孙良夫得免于难。。